# Wellington
Wellington je glavni grad Novog Zelanda, drugi po veličini u državi i najmnogoljudniji glavni grad Oceanije. Leži na južnom dijelu Sjevernog otoka u zemljopisnom središtu države.

## Naziv
Grad je dobio ime po Arthuru Wellesleyu, prvom vojvodi od Wellingtona, pobjedniku u bitci kod Waterlooa. Kneževski naslov potječe iz engleske županije u Somersetu.
Maori su imali tri tumačenja imena Wellington, prvo je bilo Te Whanga-Nui-a-Tara što bi značilo Velika luka Tara.
Drugo glasi Pōneke koje je bilo skraćenica za Port Nicholson, a treće Te Upoko-o-te-Ika-a-Maui koje bi u slobodnom prevodu značilo Šef riba Maui (Maui je polubog iz Maorske mitologije).

## Važnost
Wellington je političko središte Novog Zelanda i mjesto gdje se nalaze svi upravni i izvršni organi vlasti.
Većina diplomatskih središta također je smještena ovdje.
Važno je središte filmske i kazališne industrije na Novom Zelandu te mjesto gdje su smješteni Muzej Novog Zelanda, Novozelandski simfonijski orkestar te Oceanografski institut Novog Zelanda. Wellington se prema istraživanju tvrtke Mercer 2009. smjestio na 12. mjestu po kvaliteti života (noćni, zabavni, poslovni itd.) te je jedan od najjeftinijih gradova na svijetu.

## Naseljavanje
Europski doseljenici su se ovdje počeli naseljavati dolaskom Novozelandske kompanije koja je sa sobom dovukla 150 naseljenika.
Doseljenici koji su se tu naselili u siječnju 1840. grade prve kuće na ušću rijeke Hutt. Isprva je Wellington bio na nižoj nadmorskoj visini jer je sagrađen na močvarnom terenu pa su se nastambe preselile više prema brdima (Mt. Victoria).

## Uspon grada
Godine 1865. Wellington postaje glavnim gradom zamijenivši Auckland na inzistiranje Williama Cobsona koji je tražio da se sve važnije institucije premjeste na povoljnije mjesto. To mjesto bio je Wellington koji se nalazio na sjecištu prometnih (tu spadaju i vodeni) putova i bio je na dobrom geografskom položaju (bliže Južnom otoku od Aucklanda). No, ipak Wellington je tek tri godine iza postao službenim glavnim gradom te je se u njega počeo slijevati kapital. Parlament je prvi put zasjedao 26. srpnja 1865. godine te mu je od te godine tu i službeno središte. Osim Parlamenta ,Wellington, je sjedište Vlade NZ, Vrhovnog suda NZ, glavnog Guvernera NZ te premijera i predsjednika.

## Zemljopis
Wellington se smjestio na jugozapadnom dijelu Sjevernog otoka u prolazu koji poveziva Sjeverni i Južni otok. Sa svojim položajem Wellington je najjužniji glavni grad na svijetu te glavni grad koji je najviše udaljen od najbližeg susjednog glavnog grada (Canberra). Wellington je gušće naseljen od ostalih novozelandskih gradova zbog toga što je oko grada premalo dolina te su sve brda i gore. Zbog svog položaja (neposredno ispod tjesnaca Cook Strait) po gradu pušu vrlo snažni vjetrovi pa je nazvan Vjetrovitim gradom Novog Zelanda.Wellington se nalazi na burnom geološkom položaju te su potresi vrlo česti. 

### Klima
Grad obično po prosjeku ima 2025 sunčanih sati (ili 169 dana). Klima je umjereno morska te je općenito stalna tokom cijele godine pa temperatura rijetko prelazi 25 °C i pada ispod 4 °C. Najtoplija zabilježena temperatura bila je 31,1 °C, a najhladnija -1,9 °C. Prosječna godišnja količina padalina je 1249 mm. Mraz je uobičajena pojava u određenim mjesecima dok je snijeg vrlo rijedak. U Wellintonu 250 dana u godinu puše vjetar jači od 35km/h

## Arhitektura
Wellington je jedna mala galerija koja se sastoji od građevina iz 19. stoljeća pa do danas. Najstarija zgrada u gradu je Colonial Cottage iz 1858. na Mt. Cooku. Najviša zgrada je ona Majestic centra visoka 116 metara. Postoji mnogo građivena u novogotičkom stilu ( kao što je Old St.Paul) pa sve do klasične engleske arhitekture (St.Jmae Theathre).

## O gradu
Grad je općenito kulturno središte umjetnosti Novog Zelanda pa se tu održavaju mnogi festivali, sajmovi i ostala kulturalna događanja. Wellington je od mnogih proglašen najcool glavnim gradom svijeta pa je jedan od posjećenijih na otoku s oko 550000 posjeta na godinu. Wellington je i glavno obrazovno središte Novog Zelanda, a njegovo sveučilište Victoria jedno je od najboljih na svijetu. Grad također odiše i sportskim duhom pa ima timove od nogometa pa sve do kriketa, a najomiljeniji je njihov rugby team jer je rugby nacionalni sport broj 1.

### Poznate osobe
Peter Jackson - filmski redatelj

## Galerija
- Parlament sa statuom Richarda Johna Seddona
- Panorama grada
- Katedrala
- Modern Art u luci
- Knjižnica
- Laguna i luka
- Krajobraz Wellingtona
- Parlament Novog Zelanda
- Krajobraz Wellingtona
- Stari parlament Novog Zelanda, napravljen od cijelosti od drveta

## Vanjske poveznice
|  | Zajednički poslužitelj ima stranicu o temi Wellington |